# 小行星9602
小行星9602（英語：9602 Oya）是一颗围绕太阳公转的小行星。1991年10月31日，T. Fujii、渡邊和郎在北见发现了此天体。
这颗小行星的绝对星等为336.6259821807539等。